# Joachim Eichhorn (Abt)
Joachim Eichhorn († 13. Juni 1569) war von 1544 bis 1569 der 36. Abt von Einsiedeln.

## Leben
Joachim Eichhorn von Wil wurde bereits mit 26 Jahren zum Abt von Einsiedeln ernannt, wobei zu beachten ist, dass er keinem Adelsgeschlecht angehörte. Im Gegensatz zu seinem Vorgänger wurde die Wahl von Paul III. bereits wenige Monate nach der Wahl offiziell bestätigt.
Die Schwyzer verlangten weiterhin jährlich die Offenlegung aller Rechnungen durch den Abt. Die Amtsführung Joachim Eichhorns stellte sich allerdings als so kompetent heraus, dass er dieses Vorgehen bereits zwei Jahre später beenden konnte und das Kloster schnell schuldenfrei wurde. Darüber hinaus war es dem Abt möglich, einige Landgüter zu erwerben.
Joachim Eichhorn war auch als Bauherr tätig und wölbte beispielsweise in Einsiedeln das Untere Münster über der Gnadenkapelle.
Die Verwaltung des Klosters lag überwiegend in weltlicher Hand. Um dies zu ändern, setzte Joachim Eichhorn eigene Konventualen in wichtige Stellungen ein und überprüfte die Rechnungen genau, wodurch sich der Wohlstand des Stiftes rasch erhöhte.
Das Ansehen des Abtes war so gross, dass ihn die am 25. Januar 1562 in Rapperswil versammelten Prälaten und Vertreter der schweizerischen Geistlichkeit zu ihrem Vertreter auf dem Konzil von Trient ernannten.
Die gewaltigen Anstrengungen zehrten allerdings am Abt, sodass er bereits mit 50 Jahren nach einer erfolgreichen Regierung starb.